# Панайтоая
Панайтоая (рум. Panaitoaia) — село у повіті Ботошані в Румунії. Входить до складу комуни Авремень.
Село розташоване на відстані 406 км на північ від Бухареста, 40 км на північний схід від Ботошань, 108 км на північний захід від Ясс.

## Населення
За даними перепису населення 2002 року у селі проживала 181 особа, усі — румуни. Усі жителі села рідною мовою назвали румунську.